# Филипп, Низье Антельм
Низье́ Анте́льм Фили́пп (фр.  Nizier Anthelme Philippe; 25 апреля 1849, Луазьё, Сардинское королевство — 2 августа 1905, Л'Арбрель, Рона, Франция) — целитель, спирит, маг-медиум, мартинист и предсказатель, был советником русского царя Николая II до Распутина, занявшего его место. Филипп одновременно был и почитаемой, и весьма спорной фигурой, а некоторые даже считали его "вернувшимся Иисусом".

## Детство и образование
Родился в семье простых крестьян на хуторе Рюбатье рядом с деревней Луазьё, кантон Йенн, округ Шамбери. С шести лет у ребёнка обнаружились «необычные способности», благодаря чему с тринадцати лет занялся целительством.
В возрасте четырнадцати лет отправился в ученики к дяде, который торговал внутренностями животных в Арбреле близ Лиона. Затем перебрался в сам Лион приказчиком к другому дяде, мяснику из района Круа-Русс. Там окончил школу при аббатстве острова Барб. 
С ноября 1874 по июль 1875 года учился на медицинском факультете Лионского университета, вынужден был прервать учёбу "из-за своих целительских способностей". Однако ещё 5 лет посещал семинары врача Бенедикта Тессье в больнице Отель-Дьё. В конце концов, от посещения занятий был отстранён, как «человек, занимающийся оккультной медициной и несомненный шарлатан».
По некоторым данным, в 1884 году заочно представил в американский Университет Цинциннати докторскую диссертацию по теме «О принципах гигиены во время беременности и родов» (англ. «Principles of hygiene applicable in pregnancy, childbirth, and infancy»). Однако в Европе американский диплом не признавался.

## Медицинская практика
Несмотря на отсутствие медицинского диплома, Филипп начал лечебную практику. Он лечил по преимуществу внушением, беседами с больными и своего рода молитвой. Известность Филиппа распространилась по всей Франции. Лионские врачи трижды привлекали целителя к суду за незаконное занятие медициной: в 1887 году он был приговорён к штрафу размером 15 франков; в 1890 году — к 46 штрафам в 16 франков каждый; в 1892 году в ходе одного процесса был оправдан, а после второго был обязан уплатить 29 штрафов по 15 франков каждый.
В конце концов, целителя оставили в покое, увидев, что судебные преследования только создают ему рекламу. Тем не менее, чтобы соблюсти видимость законности, Филипп привлёк к сотрудничеству дипломированных докторов. Среди них наиболее известны его будущий зять Эммануэль Лаланд (фр. Emmanuel Marc Henry Lalande) и Жерар Анкосс, он же Папюс.
На имущественном положении Филиппа благоприятно сказался заключённый в 1877 году брак с дочерью известных лионских промышленников Жанной Жюли Ландар. Целитель познакомился со своей будущей женой благодаря тяжёлой болезни последней; несмотря на неутешительные диагнозы, ему удалось успешно вылечить девушку. После женитьбы Филипп мог позволить себе оказывать помощь неимущим пациентам бесплатно. Нередко он вносил квартирную плату за бедняков, оказывал материальную помощь вдовам и одиноким матерям.

## При дворе Николая II
В сентябре 1900 года Великий Князь Владимир был одним из нескольких русских знатных особ, навестивших Филиппа в Лионе. По возвращении в Россию, он пригласил туда Низье, который прибыл 29 декабря 1900 и оставался в России два месяца. Другие русские благородные особы рассказывали, как они виделись с Низье во время мессы в Фурвьер, «высоком городе» Лиона. В проповеди священника говорилось о том, что чудеса, описанные в Библии, не стоит воспринимать буквально. После окончания мессы, Филипп хотел поговорить со священником и сказать ему, что тот ошибался. «Пусть молния ударит в эту церковь, если я поверю этому», ответил священник. Тогда Низье посмотрел ему в глаза, сделал некий жест и в тот же миг молния сверкнула в соборе, ударила им под ноги, и загремел оглушающий гром. Увиденное поразило русскую знать. В дальнейшем в документах о его русских подвигах было сказано, что в России Низье воспринимали как мага, и что он даже способен был остановить бурю.
После этого, когда члены царской семьи приехали во Францию, некоторые из них навестили Филиппа в Лионе, в том числе и Николай Николаевич-Младший, дядя Николая II который и представил впоследствии Филиппа Низье царю. Так в 1901 году Низье познакомился с Николаем II и его женой Александрой Федоровной.
Во время пребывания при русском дворе, Николай II доверял мастеру Филиппу и интересовался его мнением по многим вопросам. 21 сентября 1901 года Низье, будучи при императорском дворе, предсказал рождение наследника Алексея в 1904 году, а также военное поражение и революцию.
Император Николай II был настолько впечатлен Низье, что спросил министра иностранных дел, может ли французское правительство в конце концов дать ему официальную степень доктора, чтобы он мог приглашать его к Императорскому двору, не вызывая внутренних проблем. Французское правительство отклонило прошение. Царь хотел дать ему звание доктора самолично, но его министры сказали, что для этого Низье должен сдать экзамены.
Экзамен был, по меньшей мере, необычным. Жюри было созвано, и Низье попросил его членов список номеров больничных кроватей. Он начал сеанс, в котором, даже не подходя к больнице, продиагностировал каждого больного, и сказал, что все они теперь исцелены. Профессора прибыли в госпиталь, чтобы проверить то, что сказал Низьё, и 8 ноября 1901 года он получил звание доктора медицины в Российской империи.
После рождения Алексея, которое было предсказано, «Мастер Филипп», находившийся в то время в Лионе, написал Николаю II, заявив, что это письмо является его завещанием, так как час его смерти приближается. Он сказал, что покинет это физическое тело 2 августа 1905 года, и также предсказал падение Российской империи в следующем десятилетии, что повлечет за собой уничтожение многих христиан и всей императорской семьи. Он написал, что видит столетие, полное ужасов в России. Его сокрушения о судьбе России заканчивалась словами: 
«Россия восстановит свой законный суверенитет и наследование Императорской династии, которое выведет её к великому процветанию и миру. Я вернусь в образе ребёнка, и те, кто должны будут меня признать, сделают это».
Давал различные советы императрице. Подарил императрице Александре Фёдоровне икону с колокольчиком, который должен был звонить при приближении к Александре Федоровне людей «с дурными намерениями». Из писем императрицы Александры Фёдоровны к императору Николаю II:
Вспомни слова m-r Филиппа, когда он подарил мне икону с колокольчиком. (4 дек. 1916)
…Вспомни, что m-r Филипп сказал, что нельзя давать конституции, так как это будет гибелью России и твоей…" (14 дек. 1916)
Наш первый Друг дал мне икону с колокольчиком, который предостерегает меня от злых людей и препятствует им приближаться ко мне. Я это чувствую и таким образом могу и тебя оберегать от них…Это не по моей воле, а Бог желает, чтобы твоя бедная жена была твоей помощницей. Гр. всегда это говорил, — m-r Ph. тоже…(16 июня 1915)
Я … слыхала от Их Величеств, что М. Philippe до своей смерти предрек им, что у них будет «другой друг, который будет говорить с ними о Боге». Впоследствии появление Распутина, или Григория Ефимовича, как его называли, они сочли за осуществление предсказания М. Philippe об ином друге. — рассказывала в своих мемуарах А. Вырубова.

## Конец жизни

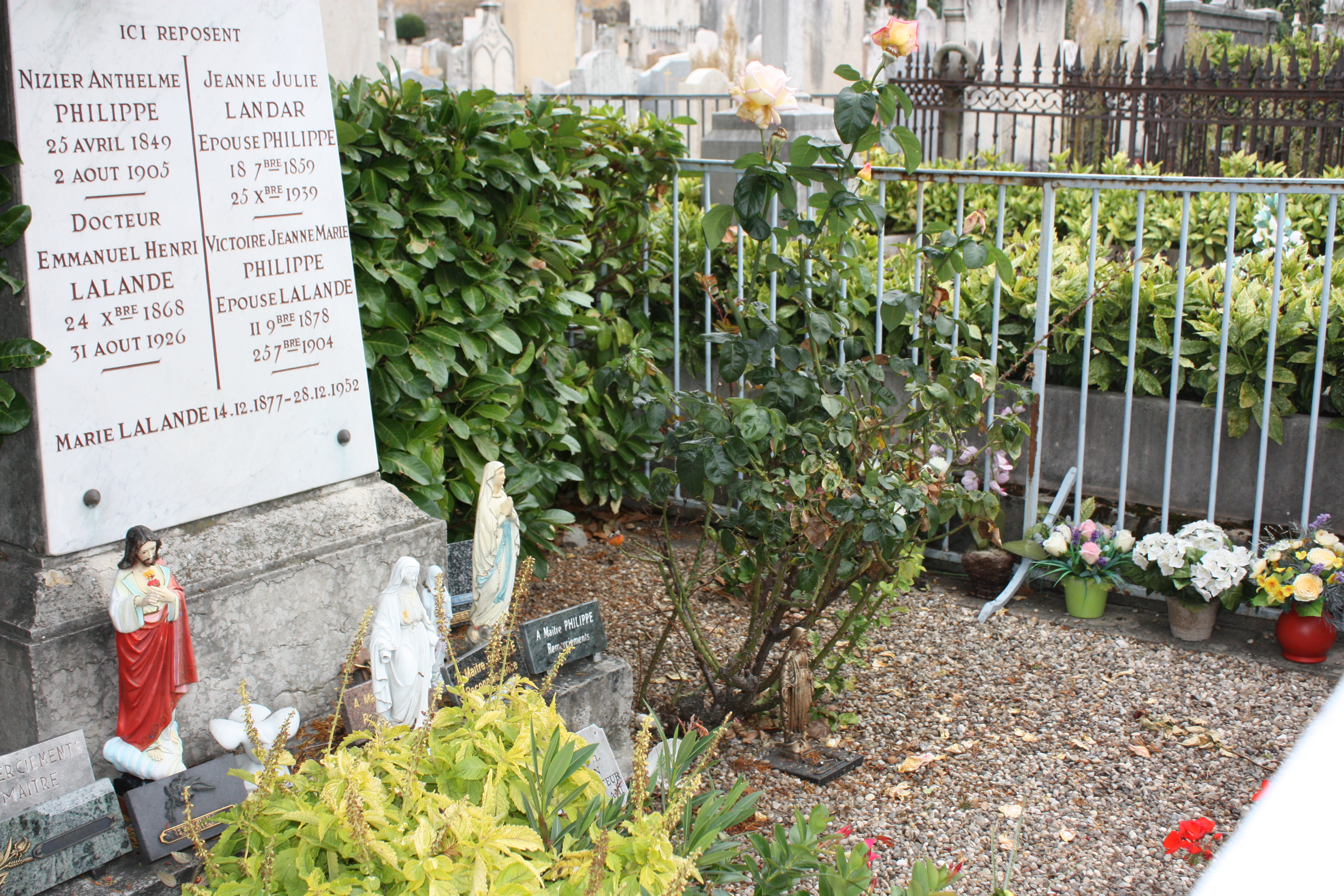
Могила мэтра Филиппа на Старом кладбище Лиона

Смерти «Мэтра Филиппа» предшествовала огромная личная потеря. В августе 1904 года его дочь заболела, и все в его семье просили исцелить её. Он ответил: «Воля Небес в том, что она должна оставить нас; но несмотря на это, чтоб доказать, что Небеса способны на все, ей станет лучше на два дня, но на третий она вернется в то же состояние, в котором пребывает сейчас». Так и произошло; она умерла 29 августа 1904 года. Во время её похорон он сказал, что должен был пожертвовать своей дочерью, и ему было запрещено исцелять её; и что она перешла на «мирный путь». «Эта смерть распяла меня живьем».
С февраля 1905 года и далее собственное здоровье Низье Филиппа начало ухудшаться; он больше не мог покидать свой дом, и когда пришёл предсказанный час его смерти, он встал со своего стула (люди в комнате не заметили этого, так как их отвлек шум снаружи), и беззвучно упал на пол мёртвый.
За два года до этого, в феврале 1903 года, он начал приготовления к своему уходу, прощаясь с людьми, входящими во ближний круг его общения, и указав, что Жан Чапас продолжит его дело после его ухода. Действительно, Чапас продолжал проводить сеансы вплоть до собственной смерти в 1932 году.
Но Чапас был лишь одним из целого ряда последователей, в который также входили Жан Лелуп (Поль Седир), Кирилл Скотт, а также Жан де Ригнис, несмотря на то, что последний родился лишь в 1917 году (а умер в 2001). Де Ригнис, который был связан с Папюсом, утверждал, что в один прекрасный день "голос Мастера Филиппа озарил его душу".

## Философия и мировоззрение
Филипп считал, что болезнь не является наказанием; «если бы наши души не были больны, наши тела также были бы здоровы». Он говорил, что Бог не наказывает нас и всё, что с нами случается, происходит только лишь из-за «прошлых поступков». Он верил в реинкарнацию, и считал, что некоторые болезни могут длиться несколько жизней; «Болезнь должна быть преобразована во что-то хорошее». Он также был убеждён, что наш физический внешний вид является отражением нашей души, и что мы можем изменить нашу внешность, если изменим облик нашей души, то есть искоренить проблемы, которые мы несём за собой из прошлых инкарнаций. Он уверял, что 
«все отмечено в наших чертах лица. Мы несем на себе отпечаток того, кем мы являемся». 
И: «Человек, который сражается со своими страстями, за три-четыре года может изменить свою внешность, даже если он стар».
Объясняя метод своего целительства, он говорил, что ему необходимо знать человека в течение нескольких веков, и что он должен отпустить некоторые его грехи. Однажды он рассказал молодому человеку о причинах его специфической болезни, говоря: «В 1638 году ты был с феодалом, возле Сен-Марселен» и затем продолжил объяснять, что же за поступки в той жизни стали причиной его болезни в этой. Такой метод диагностики предполагает, что он был способен видеть прошлые инкарнации человека, как будто при одном лишь взгляде «память души» загружалась в разум Филиппа для анализа. Он говорил, что может ясно видеть свои прошлые жизни, констатируя: «Я не знаю, верите ли вы в реинкарнацию. Вы вольны верить в это или нет. Но я знаю точно, что существовал ранее, уходя и возвращаясь, и я знаю, когда уйду снова». И: «Душа намного старше тела, и мы приходим в этот мир, чтобы заплатить свои долги, так как за все должно быть заплачено. Я был бы рад услышать доказательства того, что мы не вернемся».
Похоже, что Низье соединял свои целительские способности с изменением «кармы»: «Вы становитесь передо мной и говорите мне, что с вами. Когда вы делаете это, что-то сверхъестественное происходит в вас и, если моя душа слышит ваши слова, вы исцеляетесь». И: «Чтобы исцелить больного, необходимо попросить Бога о прощении всех своих грехов, и в тот же миг душа укрепляется, а тело исцеляется».
И хотя он утверждал, что это как бы форма «самолечения», ясно, что он сам выполнял роль ворот, медиума. Так почему же лишь он мог делать это, а не каждый мужчина или женщина? Ключ, считают его последователи, в том, что он был всегда положительно настроен, и никогда не поддавался злым мыслям: 
«Если бы только вы могли провести пол дня без злых мыслей и слов, не говоря дурного о тех, кто не с нами, не осуждая людей, тогда молитва, которую вы вознесёте, будет услышана Небесами. Я часто говорю, что лучше не молиться вовсе, чем молиться плохо, ведь если вы молитесь после того, как сделали что-то плохое кому-либо и потом говорите, что любите своих ближних, то вы лжёте, а ложь строго запрещена Небесными законами».
Таким образом, карма и реинкарнация были весьма важными деталями системы взглядов Низье. Он также говорил, что Бог не судит нас, а мы сами судим себя:
«Мы имеем хранителя, который регистрирует все наши мысли и действия. Все записано, и в момент смерти мы читаем то, что сделали».
«Мы всегда несем ответственность, и потому необходимо думать, прежде чем действовать».
На вопрос, почему же так происходит, он отвечал:
«Когда Отец послал нас сюда, он поместил в нас сильное желание приобретения, отсюда и причина появления семи смертных грехов».
Он добавил: «Каждый грех соотносится с определённым органом».
Материализм видит это как «яблоко» в Саду Эдемском, пытаясь соблазнить нас, и мы попались на эту удочку слишком легко. Низье, напротив, предположил, что «мысли — в сердце, а в мозгу есть лишь отражения этих мыслей. Мысль отличается от размышлений, мысль — это прямое проникновение в свет».
Некоторые могут заметить, что философия Низье подобна восточной, но он не одобрял кремацию: 
«Человек не имеет права позволить, чтобы его кремировали после смерти. Он должен вернуть земле то, что она дала ему; земля должна совершить превращение трупа. Двух метров грунта вполне достаточно, чтобы очистить трупные эманации. Если человек сгорел вследствие несчастного случая, это совсем другое … те, кто были кремированы, вынуждены будут ждать очень долго, прежде чем смогут вернуться».
Он также не был согласен с католическим христианством (протестанты придерживаются иной точки зрения) в том, что акт Крещения обеспечивает ребенку место в раю:
«когда ребёнок умирает после Крещения, говорят, что он попадает в рай. Но это не так. Лучше бы ему жить до 80, тогда у него будет время чтобы страдать, иметь проблемы, несчастья и, следовательно, в некоторой степени оплатить свои долги».
По поводу самоубийств, он говорил, что «те, кто совершает самоубийство чтобы завершить свои страдания, ошибаются, ведь им необходимо будет вернуться, чтобы искупить свою ошибку и возвратить время, которое они заняли».

### На русском языке
- Бурышкин П. А. Филипп — предшественник Распутина // Новый журнал : журнал. — Нью-Йорк, 1955. — Т. XL. — С. 179—199.
- Князев М. А. «Первый друг» царской семьи: к истории пребывания целителя Филиппа Низье при дворе Николая II (1901–1902 гг.) // Человеческий капитал : журнал. — М., 2023. — Вып. 5 (173). — С. 13—21. — doi:10.25629/HC.2023.05.01.
- Кузьмишин Е. Л. Филипп Лионский в биографических очерках современников // Aliter : журнал. — СПб., 2019. — № 11. — С. 103—110. — ISSN 2225-6954.
- Фомин С. В. Их первый друг // «А кругом широкая Россия...». — М.: Форум, 2008. — С. 544—725. — 855 с. — (Григорий Распутин: расследование. Кн. 2). — 1,000 экз. — ISBN 978-5-89747-023-5.

### На иностранных языках
- Caillet S. Monsieur Philippe, l’ami de Dieu (фр.). — 2-e ed. — Paris: Dervy, 2013. — 361 p. — ISBN 978-2844549594.
- Encausse Ph. Le maître Philippe, de Lyon: Thaumaturge et «Homme de Dieu» (фр.). — 2-e ed. — Paris: Éditions traditionnelles, 1985. Архивировано 13 августа 2025 года.
  - Анкосс Ф. Мэтр Филипп Лионский: тавматург и «Божий человек», его чудеса, исцеления и наставления = Папюс и Мэтр Филипп при русском дворе (1900 – 1901 – 1902 – 1905 – 1906) // Aliter : журнал. — СПб., 2019. — № 11. — С. 110—140.
- Moyse G. Philippe: le mystère de Lyon (фр.). — Lyon: ELAH, 2005. — 176 p. — ISBN 978-2841471621.
- Alfred Haehl, Vie et paroles du Maître Philippe, éditions Dervy, 1999 ISBN 2850766801
- «Paroles de M. Philippe» recueillies dans ses «enseignements» d’avril 1893 à novembre 1904 : p. 223—343 (par ordre alphabétique).
- François Brousse, L'évangile de Philippe de Lyon, la Licorne ailée, Clamart, 1994
- Renée-Paule Guillot, Philippe de Lyon : médecin, thaumaturge et conseiller du tsar, les Deux Océans, Paris, 1994 ISBN 2866810538
- Dr Bertholet, La réincarnation d’après le Maître Philippe de Lyon, éditions rosicrutiennes, Pierre Genillard éditeur, Lausanne, 1960

Le Mercure Dauphinois — Collection Autour de Maître Philippe de Lyon :
- Collin Ph. Monsieur Philippe de Lyon: Album souvenir 1905-2005 (фр.). — Grenoble: Le Mercure Dauphinois, 2005. — 94 p. — ISBN 978-2913826557.
- Claude Laurent, Guérisons et enseignement de Maître Philippe, Le Mercure Dauphinois, Collection Autour de Maître Philippe de Lyon, 2003 ISBN 2913826288
- Sédir, La vie inconnue de Jésus-Christ, Le Mercure Dauphinois, Collection Autour de Maître Philippe de Lyon, 2003
- Auguste Jacquot, Auguste Philippe, Les réponses de Maître Philippe — Suivies des enseignements recueillis par son frère Auguste, Le Mercure Dauphinoism Collection Autour de Maître Philippe de Lyon, 2004
- Phaneg, L’Esprit qui peut tout, Le Mercure Dauphinois, Collection Autour de Maître Philippe de Lyon, 2004
- Jean Baptiste Ravier, Confirmation de l’Evangile par les actes et paroles de Maître Philippe de Lyon, Le Mercure Dauphinois, Collection Autour de Maître Philippe de Lyon, 2005
- Philippe Collin, Vie et enseignements de Jean Chapas Le disciple de Maître Philippe de Lyon, Le Mercure Dauphinois, Collection Autour de Maître Philippe de Lyon, 2006
- Les carnets de Victoire Philippe, Le Mercure Dauphinois, Collection Autour de Maître Philippe de Lyon, 2006